# Eriopyga lycophotoides
Eriopyga lycophotoides is een vlinder uit de familie van de uilen (Noctuidae). De wetenschappelijke naam van de soort is voor het eerst geldig gepubliceerd door D. Jones.